# Лессак (Аверон)
Лесса́к (фр. и окс. Laissac) — коммуна во Франции, находится в регионе Окситания. Департамент — Аверон. Административный центр кантона Лессак. Округ коммуны — Родез.
Код INSEE коммуны — 12120.
Коммуна расположена приблизительно в 500 км к югу от Парижа, в 140 км северо-восточнее Тулузы, в 21 км к востоку от Родеза.

## Население
Население коммуны на 2008 год составляло 1556 человек.
| 1962 | 1968 | 1975 | 1982 | 1990 | 1999 | 2008 |
| ---- | ---- | ---- | ---- | ---- | ---- | ---- |
| 1257 | 1275 | 1364 | 1476 | 1395 | 1467 | 1556 |

## Экономика

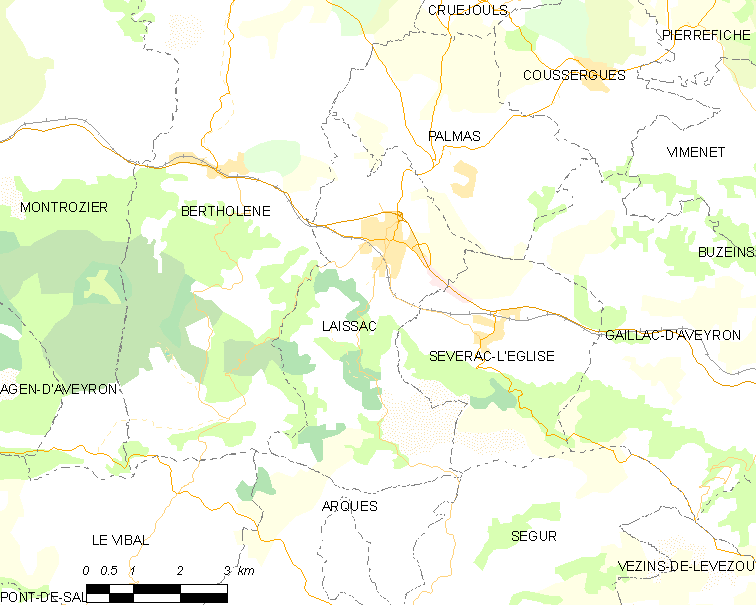
Карта коммуны

В 2007 году среди 919 человек в трудоспособном возрасте (15—64 лет) 680 были экономически активными, 239 — неактивными (показатель активности — 74,0 %, в 1999 году было 69,7 %). Из 680 активных работали 649 человек (346 мужчин и 303 женщины), безработных было 31 (17 мужчин и 14 женщин). Среди 239 неактивных 73 человека были учениками или студентами, 91 — пенсионерами, 75 были неактивными по другим причинам.